# 岚头镇
岚头镇，是中华人民共和国贵州省毕节市金沙县下辖的一个乡镇级行政单位。

## 行政区划
岚头镇下辖以下地区：
岚丰村、和平村、高果村、三桥村、东隆村和茅岗村。